# Töte oder stirb!
Töte oder stirb! (Originaltitel Tails You Live, Heads You’re Dead) ist ein US-amerikanischer Thriller von Regisseur Tim Matheson aus dem Jahr 1995 und basiert auf der Kurzgeschichte Liar’s Dice von Bill Pronzini.

## Handlung
Jeffrey Quint, ein Familienvater, geht in eine Bar, in der er Neil Jones kennenlernt. Sie vertreiben die Zeit mit einem Würfelspiel. Jones offenbart, er sei ein Serienkiller und Quint sein nächstes Opfer. Quint glaubt ihm zuerst nicht; auf dem Heimweg wird er jedoch von Jones verfolgt.
Quint wendet sich an die Polizei, die ihm jedoch nicht hilft. Er wird selbst aktiv und engagiert einen Privatdetektiv. Mit dessen Hilfe erfährt er den Wohnort und die wahre Identität von „Jones“ (nämlich Roy Francis Netter, Inhaber einer Sicherheitsfirma, der von Quints Firma gekündigt worden war) und lässt ihn glauben, sein Mordanschlag auf ihn sei gelungen.
Anschließend nutzen Quint, der Privatdetektiv und ein Arbeitskollege die Gelegenheit, um bei Netter einzubrechen. Dort finden sie Beweise dafür, dass er ein Serienmörder ist. Allerdings erfährt Netter von dem Einbruch, und so kommt es schließlich zum bewaffneten Showdown, in dem Quint obsiegt.

## Kritiken
„Unkonventioneller Thriller, der seine Spannung lange Zeit aus der Ungeklärtheit der Situation bezieht und für handfeste Unterhaltung sorgt“, befand das Lexikon des internationalen Films. Sandra Brennan vom All Movie Guide zufolge nehme in „dem kühlen Thriller […] das gewöhnliche Leben eines Mannes eine außergewöhnliche Wendung“.